# اوماسا
اوماسا (به ژاپنی: 於まさ Omasa); – ۱ ژانویهٔ ۱۶۰۴) یک زن ژاپنی از دوره سنگوکو بود. او اولین همسر فوکوشیما ماسانوری و دختر ملازم مهم ماسانوری تسودا ناگایوشی (津田長義) بود. اوماسا سه پسر ماسانوری را به دنیا آورد. پسر اول او در کودکی به دلایل نامعلومی درگذشت.